# جورج اچ. موزز
جورج اچ. موزز (به انگلیسی: George Higgins Moses) سناتور سابق عضو حزب جمهوری‌خواه ایالات متحده آمریکا بود. وی در سال ۱۹۱۸ تا ۱۹۳۳ میلادی سناتور ایالت نیوهمپشایر در سنای ایالات متحده آمریکا بود.